# NGC 2851
NGC 2851 é uma galáxia lenticular (S0) localizada na direcção da constelação de Hydra. Possui uma declinação de -16° 29' 43" e uma ascensão recta de 9 horas, 20 minutos e 30,3 segundos.
A galáxia NGC 2851 foi descoberta em 27 de Fevereiro de 1886 por Lewis A. Swift.